# Зони H I
Область HI або область HI (читайте H one) — це хмара в міжзоряному середовищі, що складається з нейтрального атомарного водню (H I) на додаток до локальної кількості гелію та інших елементів. (H — хімічний символ водню, а «I» — римська цифра. В астрономії прийнято використовувати римську цифру I для нейтральних атомів, II для одинично іонізованих атомів, H II це H + в інших науках — III для двічі іонізованих, напр. OIII є O ++ тощо). Ці області не випромінюють видиме світло (за винятком спектральних ліній інших елементів, ніж водень), але спостерігаються за спектральною лінією області 21 см (1420 МГц) . Ця лінія має дуже низьку імовірність переходу, тому потрібна велика кількість газоподібного водню, щоб її побачити. На фронтах іонізації, де області H I стикаються з іонізованим газом, який розширюється (наприклад, область H II), останній світиться яскравіше, ніж в іншому випадку. Ступінь іонізації в області H I дуже мала і становить близько 10 −4 (тобто одна частинка на 10 000).  За типового міжзоряного тиску в галактиках, таких як Чумацький Шлях, області H I найбільш стабільні при температурах або нижче 100 К, або вище кількох тисяч К; газ між цими температурами нагрівається або охолоджується дуже швидко, досягаючи одного зі стабільних температурних режимів. В межах однієї з цих фаз газ зазвичай вважається ізотермічним, за винятком поблизу області H II, що розширюється. Поруч із областю H II, що розширюється, є щільна область H I, відокремлена від непорушеної області H I ударним фронтом і від області H II фронтом іонізації.

## Картографування
Картографування викидів H I за допомогою радіотелескопа — це метод, який використовується для визначення структури спіральних галактик . Він також використовується для картографування гравітаційних збоїв між галактиками. Коли дві галактики стикаються, матеріал витягується на нитки, що дозволяє астрономам визначити, у якому напрямку рухаються галактики.
Ділянки H I ефективно поглинають фотони, які мають достатню енергію, щоб іонізувати водень, для чого потрібна енергія 13,6 електронвольт . Вони поширені в галактиці Чумацький Шлях, а Діра Локмана є одною із небагатьох «вікон» для чітких спостережень віддалених об'єктів в ультрафіолетовому та м'якому рентгенівському випромінюваннях.